# Flackarps socken
Flackarps socken i Skåne ingick i Bara härad och ingår sedan 1971 i Staffanstorps kommun, från 2016 inom Uppåkra distrikt.
Socknens areal är 7,84 kvadratkilometer varav 7,56 land. År 1948 fanns här 217 invånare. Godset Trolleberg samt kyrkbyn Flackarp med rester efter sockenkyrkan, riven 1864, ligger i socknen. Från 1864 användes Uppåkra kyrka som sockenkyrka. 

## Administrativ historik
Socknen har medeltida ursprung. 
Vid kommunreformen 1862 övergick socknens ansvar för de kyrkliga frågorna till Flackarps församling och för de borgerliga frågorna bildades Flackarps landskommun. Landskommunen uppgick 1952 i Staffanstorps landskommun som ombildades 1971 till Staffanstorps kommun. Församlingen uppgick 1965 i Uppåkra församling.
1 januari 2016 inrättades Uppåkra distrikt med samma omfattning som Uppåkra församling fick 1965 och vari Flackarps sockenområde ingår.
Socknen har tillhört län, fögderier, tingslag och domsagor enligt vad som beskrivs i artikeln Bara härad.

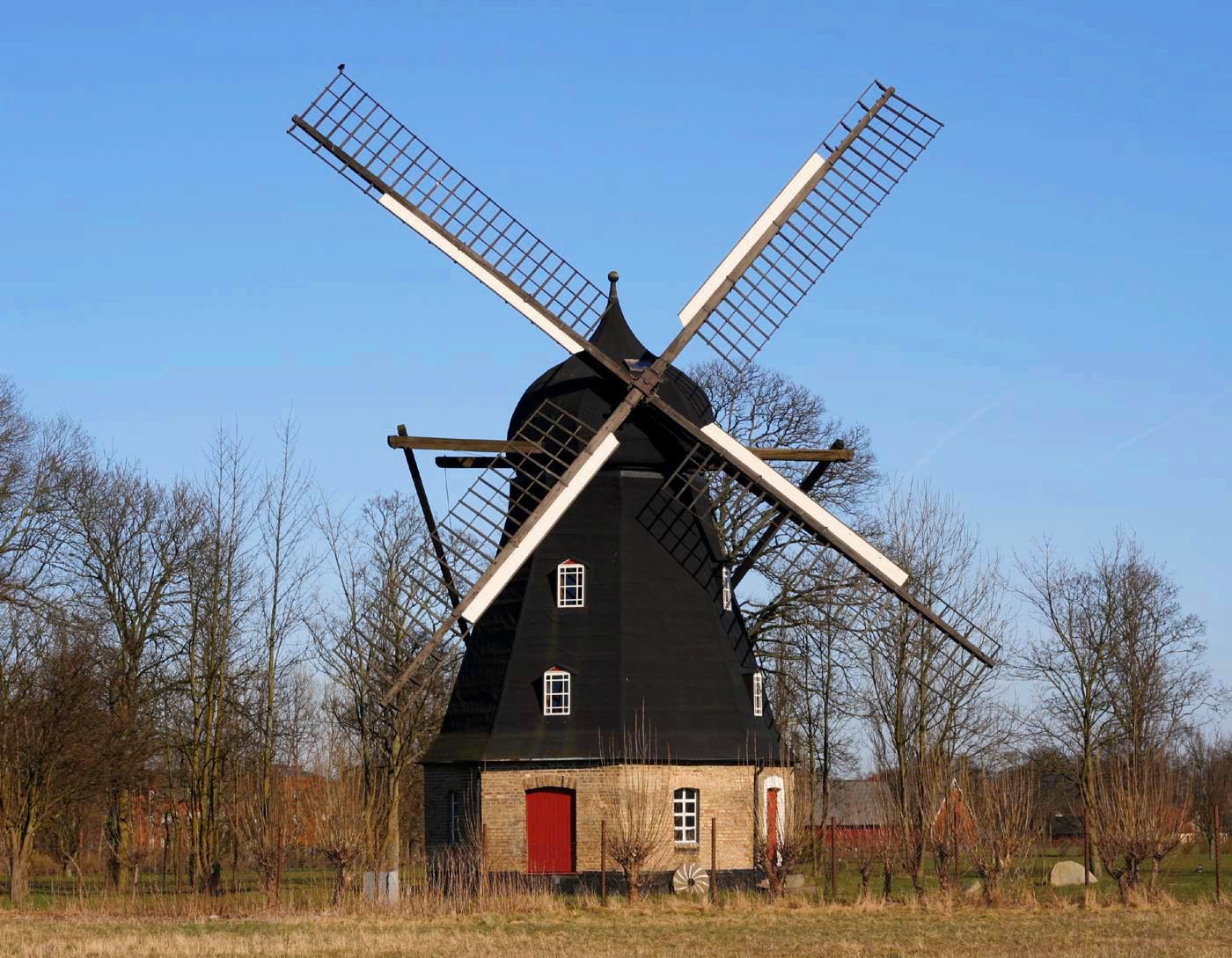
Flackarps mölla

## Geografi
Flackarps socken ligger närmast sydväst om Lund med Höje å i norr. Socknen är en odlad slättbygd på Lundaslätten.

## Fornlämningar
Från bronsåldern finns gravhögar.

## Namnet
Namnet skrevs 1288 Flakathorp och kommer från kyrkbyn. Efterleden är torp, 'nybygge'. Förleden kan innehålla ett mansbinamn bildat till flacka, 'irra, fladdra'..